# Osmunda regalis
Osmunda regalis (helecho real) es una especie  de helecho nativo de Europa, África, Asia y América que crece en pantanos. La especie es a veces conocida como helecho florecido debido a la apariencia de sus fértiles frondas.

## Descripción
Es una planta caducifolia herbácea, que produce separadamente frondas fértiles y otras no. Las estériles se expanden 60 a 160 cm de altura y 30 a 40 cm de ancho, son bipinnadas, con 7-9 pares de pinnas de 3 dm de largo, donde cada pinna con 7-13 pares de pinnulas de 2,5-6,5 cm de largo y 1-2 cm de ancho. Las frondas fértiles son erectas y más cortas, 20 a 50 cm de altura, usualmente con 2-3 pares de pinnas estériles en la base,  y 7-14 pares de pinnas fértiles debajo del esporangio, densamente encerradas.
El nombre deriva de ser uno de los más grandes helechos europeos. En muchas áreas se ha vuelto raro como resultado de drenaje de tierras pantanosas para agricultura.

## Variedades
- Osmunda regalis var. regalis. Europa, África, sudoeste de Asia. Frondas estériles de 1,6 m de altura
- Osmunda regalis var. panigrahiana R.D.Dixit. Sur de Asia (India).
- Osmunda regalis var. brasiliensis (Hook. & Grev.) Pic.Serm.  Regiones tropicales de Centro y Sudamérica; tratada como  sinónimo de la var. spectabilis  por algunos autores.
- Osmunda regalis var. spectabilis (Willd.) A.Gray; este de Norteamérica. Frondas estériles de 1 m de altura.

### Usos
La raíz,  como en otras especies de Osmunda,  se usan para producir "fibra de osmunda", empleadas como soporte de crecimiento de orquídeas cultivadas y otras plantas epífitas.
De acuerdo a la mitología eslava, los esporangios, llamados "flores de Perun,  tienen poderes mágicos, como darles a sus poseedores la habilidad de derrotar demonios, cumplir  deseos, destrabar secretos, entender el idioma de los árboles.   Sin embargo, coleccionar los esporangios es un proceso dificultoso y aterrador.  En las tradiciones más tempranas, se debía buscar en noches de Kupala; más tarde, después del arribo de la cristianidad,  la fecha se cambió para  Pascuas.  Pero siempre, la persona buscando las flores de Perun debe permanecer dentro de un círculo dibujado alrededor de la planta y quitar las tretas de los demonios.

## Sinonimia
| - Aphyllocalpa regalis (L.) Lag., D.García & Clemente - Osmunda capensis C.Presl - Osmunda longifolia (C. Presl) A.E.Bobrov - Osmunda mexicana Fée - Osmunda obtusifolia Kaulf. | - Osmunda palmeri A.E. Bobrov - Osmunda palustris Schrad. - Osmunda schelpei A.E. Bobrov - Osmunda spectabilis Willd. - Osmunda transvaalensis A.E. Bobrov - Struthiopteris regalis (L.) Bernh. |

## Nombre común
- Castellano: ajo antosil, ajo de anjetil, ajo del antojil, antojil, antojillo, grano antojil, helecho, helecho acuático, helecho florido, helecho macho, helecho palustre, helecho real, jelecho macho, lantochil, lentejil, osmunda, osmunda española, osmunda real.[2]

## Galería

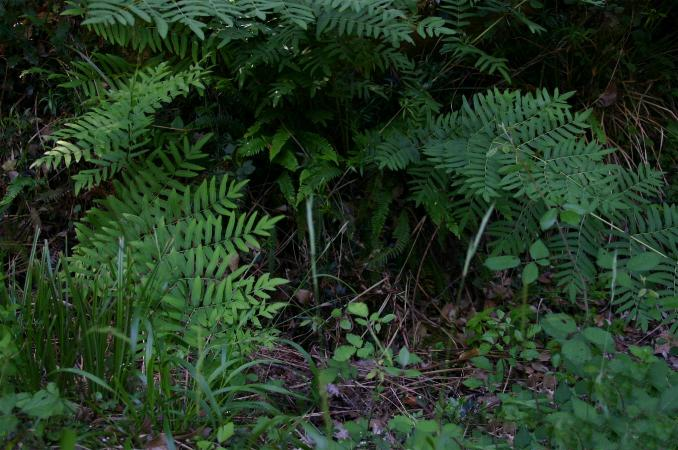
En Córcega
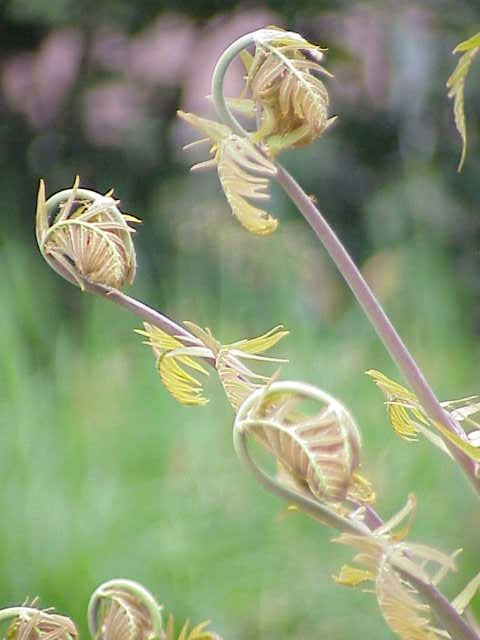
Detalle de nuevas hojas
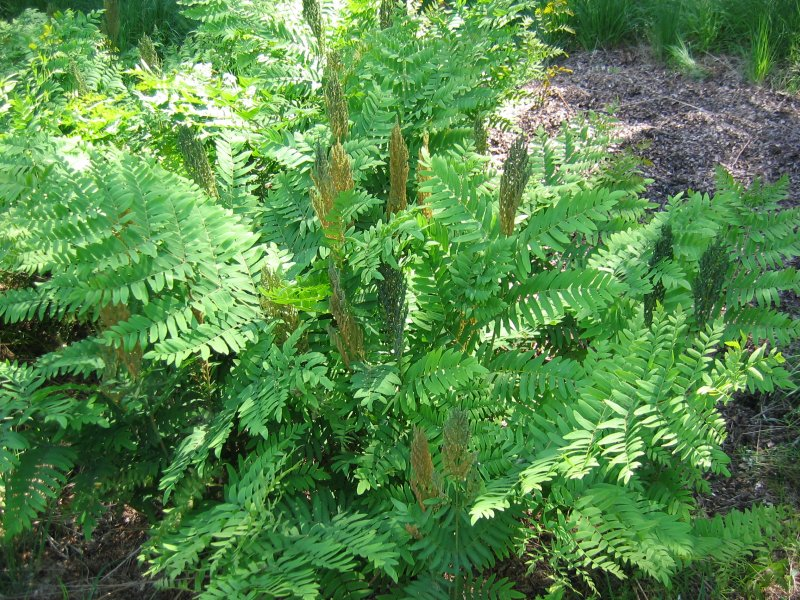
Planta
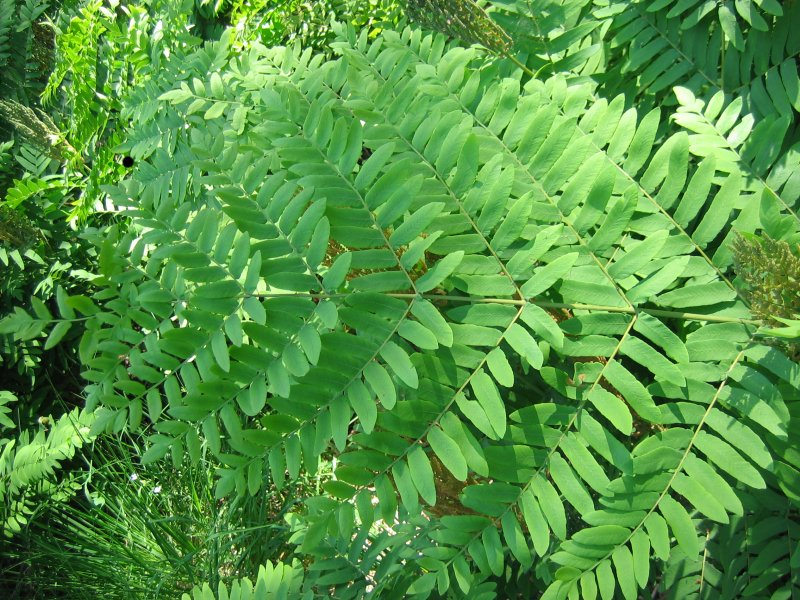
Hojas